# Siège d'Almeida (1762)
Pour les articles homonymes, voir Siège d'Almeida.
Guerre de Sept Ans
Batailles
- Minorque (navale) (1756)
- Pirna (1756)
- Lobositz (1756)
- Reichenberg (1757)
- Prague (1757)
- Kolin (1757)
- Hastenbeck (1757)
- Gross-Jägersdorf (1757)
- Moys (1757)
- Rochefort (1757)
- Rossbach (1757)
- Breslau (1757)
- Leuthen (1757)
- Carthagène (navale) (1758)
- Olomouc (1758)
- Saint-Malo (1758)
- Rheinberg (1758)
- Krefeld (1758)
- Domstadl (1758)
- Cherbourg (1758)
- Zorndorf (1758)
- Saint-Cast (1758)
- Tornow (1758)
- Lutzelberg (1758)
- Hochkirch (1758)
- Bergen (1759)
- Kay (1759)
- Minden (1759)
- Kunersdorf (1759)
- Neuwarp (navale) (1759)
- Hoyerswerda (1759)
- Baie de Quiberon (navale) (1759)
- Maxen (1759)
- Meissen (1759)
- Glatz (1760)
- Landshut (1760)
- Corbach (1760)
- Emsdorf (1760)
- Dresde (1760)
- Warburg (1760)
- Liegnitz (1760)
- Rhadern (1760)
- Berlin (1760)
- Kloster Kampen (1760)
- Torgau (1760)
- Belle-Île (1761)
- Langensalza (1761)
- Cassel (1761)
- Grünberg (1761)
- Villinghausen (1761)
- Ölper (1761)
- Kolberg (1761)
- Wilhelmsthal (1762)
- Burkersdorf (1762)
- Lutterberg (1762)
- Reichenbach (1762)
- Almeida (1762)
- Valencia de Alcántara (1762)
- Nauheim (1762)
- Vila Velha de Ródão (1762)
- Cassel (1762)
- Freiberg (1762)

- Jumonville Glen (1754)
- Fort Necessity (1754)
- Fort Beauséjour (1755)
- 8 juin 1755
- Monongahela (1755)
- Petitcoudiac (1755)
- Lac George (1755)
- Fort Bull (1756)
- Fort Oswego (1756)
- Kittanning (1756)
- En raquettes (1757)
- Pointe du Jour du Sabbat (1757)
- Fort William Henry (1757)
- German Flatts (1757)
- Lac Saint-Sacrement (1758)
- Louisbourg (1758)
- Le Cran (1758)
- Fort Carillon (1758)
- Fort Frontenac (1758)
- Fort Duquesne (1758)
- Fort Ligonier (1758)
- Québec (1759)
- Fort Niagara (1759)
- Beauport (1759)
- Plaines d'Abraham (1759)
- Sainte-Foy (1760)
- Neuville (1760)
- Ristigouche (navale) (1760)
- Mille-Îles (1760)
- Signal Hill (1762)

- Cap-Français (1757)
- Martinique (1759)
- Guadeloupe (1759)
- Dominique (1761)
- Martinique (1762)
- Cuba (1762)

- Chandernagor (1757)
- Plassey (1757)
- Gondelour (1758)
- Négapatam (navale) (1758)
- Condore (1758)
- Madras (1758)
- Pondichéry (navale) (1759)
- Masulipatam (1759)
- Chinsurah (1758)
- Wandiwash (1760)
- Pondichéry (1760-1761)
- Manille (1762)

- Saint-Louis (1758)
- Gorée (1758)
- Gambie

Le siège d'Almeida a lieu du 16 au 25 août 1762 lorsqu'une armée espagnole sous les ordres du Conde de Aranda assiège et prend la ville d'Almeida aux Portugais dans le cadre du conflit hispano-portugais de 1762-1763 et de l'invasion espagnole du Portugal qui suivit, pendant la guerre de Sept Ans.
Les forces qui capturent Almeida font partie d'une offensive espagnole de grande ampleur destinée à envahir le Portugal. Au nord, une armée entre en Galice traversant le Douro et menaçant la ville de Porto, alors qu'au sud, un autre armée traverse la frontière au niveau de Ciudad Rodrigo et se dirige vers les fortifications de la ville d'Almeida. La place est prise après seulement neuf jours de siège, mais l'avancée espagnole est stoppée par l'arrivée de 8 000 soldats britanniques envoyés en renfort - et la capture des vivres destinées à ravitailler les armées espagnoles lors de la bataille de Valencia de Alcántara.
La forteresse d'Almeida est utilisée comme garnison par le comte d'Aranda, mais elle est la seule forteresse encore aux mains des Espagnols à la fin de la guerre. Elle est rendue aux Portugais après la signature du Traité de Paris en échange de la rétrocession de Cuba et des Philippines à l'Espagne par le royaume de Grande-Bretagne.

## Sources et bibliographie
- (en) Peter Douglas Brown, William Pitt, Earl of Chatham: The Great Commoner, George Allen & Unwin, 1978.
- (en) Jonathan R. Dull, La Guerre de Sept ans. Histoire navale, politique et diplomatique, Éditions Les Perséides, 2009.
- (en) Tony Jaques, Dictionary of Battles and Sieges, Greenwood Press, 2007
- (en) Sir Charles Petrie, King Charles III of Spain, Constable, 1971.